# Jüdische Gemeinde Edesheim
Die jüdische Gemeinde Edesheim in Edesheim existierte bis Anfang der 1930er Jahre. Sie gehörte zum Bezirksrabbinat Landau.

## Geschichte
Obwohl Edesheim bis zum Anfang des 19. Jahrhunderts zum Hochstift Speyer gehörte, das keine Ansiedelung von Juden in seinem Herrschaftsbereich duldete, werden Juden in dem Gebiet von Edesheim bereits in der Mitte des 17. Jahrhunderts erwähnt. 1775 werden 4 jüdische Familien in Edesheim erwähnt. Die jüdische Gemeinde gehörte zum 1828 geschaffenen Bezirksrabbinat Landau. Bis in das zweite Drittel des 19. Jahrhunderts nahm die Zahl der Mitglieder der jüdischen Gemeinschaft in Edesheim stetig zu. Um 1855 kam es zu einem Streit zwischen der jüdischen Gemeinde Edesheim und dem damaligen Bezirksrabbiner Elias Grünebaum. Grünebaum führte eine Reform der Gemeinden seines Bezirkes durch. Dabei verloren alle jüdischen Gemeinden mit weniger als 15 Familien ihre Selbstständigkeit und wurden mit den Nachbargemeinden zusammengelegt. Da Edesheim zu diesem Zeitpunkt nur 14 jüdische Familien aufweisen konnte, wurden die Synagoge und die Schule geschlossen, der Lehrer versetzt und die streng orthodoxen Mitglieder der jüdischen Gemeinde wurden der liberalen jüdischen Gemeinde Edenkoben angegliedert. Nach einem Artikel in der Zeitschrift Jeschurun und mehreren Artikel in der Allgemeinen Zeitung des Judentums konnten die Edesheimer Juden den Streit für sich entscheiden und die Synagoge und die Schule wurden wieder geöffnet. 1880 kam es zu einer Auswanderungswelle, vorwiegend in die Vereinigten Staaten. Dies führte dazu, dass auch die Zahl der jüdischen Einwohner von Edesheim stark zurückging. Bereits in den 1920er Jahren wurden nur noch vereinzelt Gottesdienste in der Synagoge Edesheim gefeiert, da das zur Durchführung benötigte Minjan nicht mehr immer erreicht wurde. 1925 gehörte die jüdische Gemeinde offiziell zu der jüdischen Gemeinde Edenkoben. 1931 wurde die Synagoge dann aufgegeben und verkauft und die jüdische Gemeinde Edesheim hörte auf zu existieren. Ab 1933, nach der Machtergreifung Adolf Hitlers, wurden die jüdischen Einwohner immer mehr entrechtet. Bei den Novemberpogromen 1938 wurden die Wohnhäuser der noch in Edesheim lebenden Juden verwüstet. Die letzten Einwohner jüdischen Glaubens wurden im Oktober 1940 im Zuge der sogenannten Wagner-Bürckel-Aktion in das französische Internierungslager Gurs deportiert.<

### Entwicklung der jüdischen Einwohnerzahl
| Jahr    | Juden      | Jüdische Familien | Bemerkung                                       |
| ------- | ---------- | ----------------- | ----------------------------------------------- |
| 1775    |            | 4                 |                                                 |
| 1785    |            | 3                 |                                                 |
| 1801    | 17         |                   | 1,2 Prozent der Bevölkerung                     |
| 1804    | 16         |                   |                                                 |
| 1808    | 30         |                   | 1,9 Prozent der Bevölkerung                     |
| 1823/25 | 41         |                   |                                                 |
| 1836    | 43         |                   |                                                 |
| 1848    | 67         | 16                |                                                 |
| 1855    |            | 14                |                                                 |
| 1875    | 67         |                   |                                                 |
| 1900    | 33 oder 53 |                   | Hier nennen die Quellen unterschiedliche Zahlen |
| 1925    | 21         |                   |                                                 |
| 1932    | 7          |                   |                                                 |
| 1933    | 7          |                   |                                                 |
| 1939    | 5          |                   |                                                 |

Quelle: alemannia-judaica.de; jüdische-gemeinden.de

## Einrichtungen

### Synagoge
Die Synagoge in der Luitpoldstraße 22 wurde nach 1830 in einem von der jüdischen Gemeinde erworbenen Gebäude eingerichtet. Ab 1925 wurde die Synagoge nur noch sporadisch genutzt und 1931 verkauft. Das Gebäude wurde mehrfach umgebaut und wird heute als Nachtlokal genutzt.

### Friedhof
Die jüdische Gemeinde verfügte über keinen eigenen Friedhof. Die Verstorbenen wurden auf dem 1618 angelegten jüdischen Friedhof in Essingen (Pfalz) beigesetzt.

### Schule
Die Schule und die Lehrerwohnung befanden sich im Erdgeschoss der Synagoge. Zeitweise war ein eigener Religionslehrer angestellt, der auch die Aufgaben des Vorbeters und Schochet innehatte. Mit Beginn des 20. Jahrhunderts war die Schülerzahl soweit zurückgegangen, dass nur noch Religionsunterricht erteilt wurde. Der Regelunterricht erfolgte ab diesen Zeitpunkt an der jüdischen Elementarschule in Edenkoben und dann in der katholischen Volksschule in Edesheim.

## Opfer des Holocaust
Im Gedenkbuch – Opfer der Verfolgung der Juden unter der nationalsozialistischen Gewaltherrschaft 1933–1945 und in der Zentralen Datenbank der Namen der Holocaustopfer von Yad Vashem werden folgende Mitglieder der jüdischen Gemeinschaft Edesheim (die dort geboren wurden oder zeitweise lebten)  aufgeführt, die während der Zeit des Nationalsozialismus ermordet wurden:
| Name    | Vorname      | Todeszeitpunkt    | Alter     | Ort des Todes                 | Bemerkung | Quellen |
| ------- | ------------ | ----------------- | --------- | ----------------------------- | --- | --- |
| Isaak   | Simon        | 8. Februar 1940   | 71 Jahre  | Internierungslager Gurs       | Vom 15. November bis zum 28. November 1938 im KZ Dachau inhaftiert. Deportation am 22. Oktober von Mannheim in das Internierungslager Gurs. | Yad Vashem (Datenbank, Datensatz Nr. 11527962) / Gedenkbuch für die Opfer der NS-Judenverfolgung in Deutschland             |
| Levy    | Heinrich     | 28. Juli 1941     | 64 Jahre  | Internierungslager Recebedou  | Deportation am 22. Oktober 1940 in das Internierungslager Gurs und von dort zu einem unbekannten Zeitpunkt in das Internierungslager Recebedou | Yad Vashem (Datenbank, Datensatz Nr. 3197413 und 11574948) / Gedenkbuch für die Opfer der NS-Judenverfolgung in Deutschland |
| Levy    | Max Samuel   | 1. Oktober 1942   | 84 Jahre  | Ghetto Theresienstadt         | Deportation ab Frankfurt am Main am 15. September 1942 nach Ghetto Theresienstadt. | Yad Vashem (Datenbank, Datensatz Nr. 11575519) / Gedenkbuch für die Opfer der NS-Judenverfolgung in Deutschland             |
| Levy    | Sigmund      | 1. September 1942 | 87 Jahre  | Ghetto Theresienstadt.        | Deportation ab Frankfurt am Main am 18. August 1942 nach Ghetto Theresienstadt. | Yad Vashem (Datenbank, Datensatz Nr. 4788672) / Gedenkbuch für die Opfer der NS-Judenverfolgung in Deutschland              |
| Machol  | Mathilde     | unbekannt         | unbekannt | Konzentrationslager Majdanek  | Deportation ab München am 3. oder 4. April 1942 nach Ghetto Piaski. Deportation 1943 in das Konzentrationslager Majdanek. | Yad Vashem (Datenbank, Datensatz Nr. 11586480) / Gedenkbuch für die Opfer der NS-Judenverfolgung in Deutschland             |
| Michel  | Karl Charles | unbekannt         | unbekannt | Konzentrationslager Majdanek  | 1933 nach Monaco emigriert. Deportation ab Sammellager Drancy am 6. März 1943 in das Konzentrationslager Majdanek. | Yad Vashem (Datenbank, Datensatz Nr. 11595533) / Gedenkbuch für die Opfer der NS-Judenverfolgung in Deutschland             |
| Michel  | Edith        | 1944              | 16 Jahre  | Konzentrationslager Auschwitz | Deportation ab Köln am 15. Juni 1942 nach Ghetto Theresienstadt (Transport III/1. Deportationsnummer im Transport 158). Deportation ab Ghetto Theresienstadt am 9. Oktober 1944 nach Konzentrationslager Auschwitz (Transport Ep. Deportationsnummer im Transport 158). | Yad Vashem (Datenbank, Datensatz Nr. 4903640 und 11595464) / Gedenkbuch für die Opfer der NS-Judenverfolgung in Deutschland |
| Michel  | Ludwig       | 30. Januar 1943   | 56 Jahre  | Konzentrationslager Auschwitz | Nach Belgien emigriert. Bis 1942 im KZ Papenburg inhaftiert. 1942 Deportation in das Konzentrationslager Auschwitz. | Yad Vashem (Datenbank, Datensatz Nr. 5412034 und 11595539) / Gedenkbuch für die Opfer der NS-Judenverfolgung in Deutschland |
| Michel  | Sally        | unbekannt         | unbekannt | Konzentrationslager Auschwitz | Deportation ab Trier am 15. Juni 1942 nach Ghetto Theresienstadt. Am 9. Oktober 1944 Deportation nach Konzentrationslager Auschwitz. | Yad Vashem (Datenbank, Datensatz Nr. 11595576) / Gedenkbuch für die Opfer der NS-Judenverfolgung in Deutschland             |
| Samson  | Isidor Eugen | unbekannt         | unbekannt | Konzentrationslager Auschwitz | Deportation ab Edesheim am 22. Oktober 1940 in das Internierungslager Gurs. Deportation am 4. September 1942 über das Sammellager Drancy nach Konzentrationslager Auschwitz.                                                                                            | Yad Vashem (Datenbank, Datensatz Nr. 10603529) / Gedenkbuch für die Opfer der NS-Judenverfolgung in Deutschland             |
| Samson  | Karl         | 13. Dezember 1940 | 65 Jahre  | Internierungslager Gurs       | Deportation ab Karlsruhe am 22. Oktober 1940 nach Internierungslager Gurs. | Yad Vashem (Datenbank, Datensatz Nr. 11622625) / Gedenkbuch für die Opfer der NS-Judenverfolgung in Deutschland             |
| Samson  | Kurt         | unbekannt         | unbekannt | Ghetto Minsk                  | Deportation ab Hamburg am 8. November 1941 | Yad Vashem (Datenbank, Datensatz Nr. 11622660) / Gedenkbuch für die Opfer der NS-Judenverfolgung in Deutschland             |
| Schnerb | Emma         | unbekannt         | unbekannt | Konzentrationslager Auschwitz | Deportation am 10. Februar 1944 von Sammellager Drancy nach Konzentrationslager Auschwitz (Transport 68 von Drancy) | Yad Vashem (Datenbank, Datensatz Nr. 3217245 und 11628070) / Gedenkbuch für die Opfer der NS-Judenverfolgung in Deutschland |